# Welcome 2 Detroit
Welcome 2 Detroit – pierwszy solowy album amerykańskiego producenta i rapera o pseudonimie Jay Dee. Ukazał się 27 lutego 2001 nakładem wytwórni BBE Records.

## Lista utworów
Opracowano na podstawie źródła.
| #  | Tytuł                        | Gościnnie         | Czas |
| -- | ---------------------------- | ----------------- | ---- |
| 1  | "Welcome 2 Detroit"          |                   | 0:49 |
| 2  | "Y'all Ain’t Ready"          |                   | 1:28 |
| 3  | "Think Twice"                | Dwele             | 3:52 |
| 4  | "The Clapper"                | Blu               | 2:06 |
| 5  | "Come Get It"                | Elzhi             | 5:02 |
| 6  | "Pause"                      | Frank-N-Dank      | 2:45 |
| 7  | "B.B.E. (Big Booty Express)" |                   | 2:12 |
| 8  | "Beej-N-Dem Pt. 2"           | Beej              | 2:49 |
| 9  | "Brazilian Groove (EWF)"     |                   | 1:30 |
| 10 | "It's Like That"             | Hodge Podge Lacks | 4:05 |
| 11 | "Give It Up"                 |                   | 3:08 |
| 12 | "Rico Suave Bossa Nova"      |                   | 1:25 |
| 13 | "Featuring Phat Kat"         | Phat Kat          | 3:43 |
| 14 | "Shake It Down"              |                   | 2:55 |
| 15 | "African Rhythms"            |                   | 1:36 |
| 16 | "One"                        |                   | 1:30 |